# Tatort: Baranskis Geschäft
Baranskis Geschäft ist die 175. Folge der ARD-Krimireihe Tatort und der dritte und letzte Fall von Horst Bollmann als MAD-Oberstleutnant Delius. Der Norddeutsche Rundfunk drehte in Hamburg, Wien und Bonn mit Unterstützung vom Militärischen Abschirmdienst. Das Szenenbild erstellte Jochen Krumpeter. Die Premiere am 1. Dezember 1985 im Ersten Programm wurde in Deutschland insgesamt von 16,05 Millionen Zuschauern gesehen und erreichte damit einen Marktanteil von 42 %.

## Handlung
Die Firma Contex in Wien handelt mit osteuropäischen Luxusgütern, die sie nach West-Europa verkaufen. Hinter den Kulissen betreibt die Firma allerdings auch Spionage für den Ostblock, organisiert wird dieser Zweig von Maran Baranski. Dieser möchte seine Tätigkeit beenden und zum MAD überlaufen und nutzt hierzu die Geburtstagsfeier seines Chefs Dr. Tschirwa, um streng geheime Dokumente aus Bonn, die der dortige Spion für Contex gestohlen hat, zu fotografieren und mit nach Deutschland zu nehmen. Baranski verabschiedet sich vor seiner Flucht allerdings noch von seiner Freundin Anna, der er eine solidere Zukunft verspricht, sobald er sein Geschäft über die Bühne gebracht hat. Unterdessen bemerken Tschirwa und seine Freunde die Abwesenheit Baranskis und auch, dass dieser die Unterlagen abfotografiert hat. Die Unterlagen selbst sind nicht so wichtig, allerdings würden Baranskis Informationen den Ost-Spion in Bonn auffliegen lassen. Am Flughafen gelingt es Baranski schließlich nur knapp, Tschirwas Leuten zu entkommen und sein Flugzeug nach Lissabon zu besteigen. Über Umwege gelangt er nach Hamburg und kontaktiert Delius, von dem er nicht weiß, dass dieser kürzlich seinen Dienst beim MAD beendet hat und seinen Ruhestand genießt.
Delius möchte sich nicht mit Baranski treffen und verweist ihn an den MAD, doch Baranski vertraut nur ihm und besteht auf ein Treffen. Dabei nennt er den Namen Lipski, der Delius schließlich dazu bringt, sich mit Baranski zu treffen. Kurz bevor es zum vereinbarten Treffen in der Hamburger Innenstadt kommen kann, wird Baranski von Tschirwas Männern aufgegriffen, die ihn entführen wollen. Bei seinem Versuch, ihnen zu entkommen, wird Baranski von einem Auto erfasst und verstirbt am Unfallort. Am vereinbarten Erkennungsmerkmal erkennt Delius, dass es sich bei dem Toten um den Mann handelt, der ihn unbedingt sprechen wollte. Delius kontaktiert daraufhin seinen ehemaligen Arbeitgeber und meldet den Vorfall. Delius war vorzeitig in den Ruhestand gegangen, weil er einen Spion in der obersten Etage des MAD vermutet hatte. Oberstleutnant Leiss, der neu in der Führungsspitze des MAD ist und als einziger in der Runde Delius‘ Bericht ernst nimmt, wird mit dem Fall von MAD-Seite aus betraut. Aus der Hamburger Niederlassung von Contex wird der Tod Baranskis an die Zentrale in Wien vermeldet. Ebenso wird ein Foto von Delius übermittelt, weil dieser sich am Unfallort erkennbar interessiert an Baranski gezeigt hatte. Leiss fliegt nach Hamburg und trifft sich dort mit Delius und Kriminalhauptkommissar Rothaus vom Staatsschutzdezernat, der im Todesfall Baranski eingeschaltet worden war. Während der Autofahrer seine Unschuld beteuert und beschwört, dass es ein Unfall gewesen sei, sind die Beamten noch immer mit der Identifizierung Baranskis beschäftigt, der falsche Papiere bei sich trug. Die Polizei glaubt dem Autofahrer schließlich, in Baranskis Koffer sind Indizien, anhand dessen sich der Fluchtweg Baranskis von Wien nach Hamburg und Hinweise auf seine Agententätigkeit finden, jedoch nichts Handfestes.
Delius schließt aus gefundenen Briefmarken im Koffer, dass Baranski postlagernd an sich selbst geschrieben hat und holt den Brief beim Hauptpostamt in Hamburg ab. Darin finden er und Rothaus ein vertrauliches internes Schreiben der höchsten Bundeswehrebene. Weitere Hinweise finden sich nicht, offensichtlich wollte Baranski zwecks seiner Pläne den MAD neugierig auf sein Wissen machen, um mit dem Geheimdienst ins Geschäft zu kommen. Da Delius den von Baranski erwähnten Lipski als polnischen Verbindungsoffizier vom letzten NATO-Manöver kennt, schickt Leiss Delius als „Privatmann“ nach Wien, um dort zu ermitteln. Delius wird in Wien von seinem Freund, dem Oberinspektor a. D. Viktor Marek, empfangen. Marek unterrichtet Delius darüber, dass Baranski, ein Mann, auf den Delius‘ Beschreibung passt, und der für die Contex gearbeitet hat, kürzlich spurlos verschwunden ist. Marek vermittelt Delius weiter an Oberinspektor Hirth, der für Delius Lipski ausfindig macht. Lipski ist überrascht, seinen alten Bekannten Delius im Sicherheitsbüro in Wien wiederzusehen. Lipski arbeitet ebenfalls bei der Contex, Delius befragt ihn nach Baranski und das Verhältnis sowie die Zusammenarbeit der beiden. Anna ruft fatalerweise bei der Contex an und fragt nach ihrem Freund. Sie wird von den Contex-Leuten zu einem Treffpunkt gelotst. Tschirwa hat unterdessen einen Killer namens Turner engagiert, um Anna zu beseitigen. Delius sucht nach Lipskis Hinweis nach ihr und folgt ihr zu Baranskis Wohnung, die durchsucht worden ist. Delius unterrichtet sie über Baranskis Tod und fragt sie, ob er ihr etwas anvertraut habe. Anna misstraut ihm allerdings und läuft vor Delius davon.
Anna eilt in ihre Wohnung und gibt einen Film, den Baranski ihr gegeben hat, zum Entwickeln ab. Anna wird von Turner und Alex, einem weiteren Handlanger Tschirwas, verfolgt und in ihrer Wohnung aufgesucht. Da Alex und Turner so tun, als würden sie sich nicht kennen, kann Turner sich so das Vertrauen Annas erschleichen. Alex folgt Delius, der an Annas Wohnungstür klingelt, während Turner, der ihr vorspielt, Alex vertrieben zu haben, bei Anna bleibt. Delius merkt schnell, dass er von Alex verfolgt wird, und kann diesen problemlos abschütteln. Anschließend sucht Delius den Fotografen auf, bei dem Anna den Film zum Entwickeln gegeben hat. Doch als Delius die entwickelten Fotos kaufen will, wirft der Fotograf diesen hinaus. Unterdessen spielt Turner Anna vor, von Baranski geschickt worden zu sein. Dieser liege in Hamburg im Krankenhaus und habe nach ihr gefragt. Sie solle sich keinesfalls mit anderen Leuten in Verbindung setzen, er sei vom amerikanischen Geheimdienst und Baranski habe ihn kontaktiert. Er werde sie nach Hamburg zu ihm bringen, brauche aber den Film. Anna vertraut Turner und gibt ihm daraufhin Baranskis Fotos. Tschirwa ist zufrieden, bis Alex ihm berichtet, dass Lipski nun auch verschwunden ist, dieser weiß genauso viel wie Baranski. Tschirwa plant darüber hinaus, Delius zu bluffen und ihn mit falschen Informationen nach Hamburg zurückzuschicken.
Turner folgt Delius zum Hotel, in dem Lipski unter einem Decknamen wohnt und übergibt ihm einen falschen Pass. Nachdem Delius gegangen ist, bringt Turner Lipski in dessen Hotelzimmer um. Delius sucht anschließend Anna auf, die ihm noch immer nicht glaubt und abstreitet, einen Film von Baranski besessen zu haben. Delius gibt auf und ihr den abschließenden Rat, schnell aus Wien zu verschwinden, wenn sie den Film den falschen Leuten weitergegeben habe. Zurück in seinem Hotel erfährt Delius von der Ermordung Lipskis. Die Täterbeschreibung passt aber nicht auf Turner, sondern auf ihn. Turner sucht am Abend Anna auf, sie erzählt ihm, dass Delius erneut bei ihr war, doch Turner versichert ihr, dass er auf der richtigen Seite sei und sie ihm vertrauen solle. Der Film sei vollkommen wertlos gewesen, Anna solle Delius die Bilder ruhig aushändigen. Dann sei sie Delius los und könne mit ihm nach Hamburg zu Baranski fliegen. Anna bringt Delius die gefälschten Fotos ins Hotel, bevor sie das Hotel erreicht, erschießt Turner sie. Wie von Tschirwas Leuten geplant, nimmt Delius die falschen Fotos an sich. Anschließend sucht er gemeinsam mit Oberinspektor Hirth den Fotografen auf, dieser gibt an, dass Anna bei der Abholung der Fotos in Begleitung eines Amerikaners gewesen sei. Weitere Angaben macht er vor den beiden nicht, nachdem Hirth allerdings ins Sicherheitsbüro zurückgekehrt ist, verkauft der Fotograf Delius die Fotos, er hatte einen Fotosatz nachgemacht. Mit den Fotos fährt Delius vorsichtshalber mit dem Zug nach Bonn. Durch die Dokumente erfährt er, wer der Maulwurf im MAD ist. Er informiert umgehend Oberstleutnant Leiss, der ihn am Bahnhof bereits in Empfang nimmt und Delius zu dessen Triumph gratuliert. Delius informiert Leiss allerdings darüber, dass die Fotos manipuliert waren und dass er an die echten Fotos gekommen sei – diese beweisen, dass Leiss selbst der Maulwurf war. Delius hat bereits den MAD verständigt und lässt Leiss abführen.